# Sarcophyton birkelandi
Sarcophyton birkelandi is een zachte koraalsoort uit de familie Alcyoniidae. De koraalsoort komt uit het geslacht Sarcophyton. Sarcophyton birkelandi werd in 1978 voor het eerst wetenschappelijk beschreven door Verseveldt. 